# Na Un-gyu
Dans ce nom coréen, le nom de famille, Na , précède le nom personnel.
Na Un-gyu (hangeul : 나운규 ; hanja : 羅雲奎 ; RR : Na Un-gyu ; MR : Na Ungyu) est un acteur, scénariste et réalisateur coréen, né le 27 octobre 1902 à Hoeryŏng (Hamgyong du Nord , Empire coréen — aujourd'hui Corée du Nord) et mort le 9 août 1937 à Keijō (Corée japonaise — aujourd'hui Séoul, Corée du Sud). Sous le nom d'artiste Chunsa (hangeul : 춘사 ; hanja : 春史 ; RR : Chunsa ; MR : Ch'unsa), il est considéré comme réalisateur le plus important des débuts du cinéma coréen et comme première vedette coréenne de cinéma, ainsi que comme étant à l'origine de la tradition cinématographique coréenne, compte tenu de ses nombreux écrits, rôles et scénarios.
Faisant partie des figures les plus connues de la Korea Artista Proleta Federacio (eo) (KAPF), il a contribué à la création d'un cinéma national coréen de résistance au cinéma « coréen » réalisé sous l'occupation japonaise, et qui inspirera le cinéma nord-coréen.
Auteur d'une vingtaine de métrages, muets et parlants, il réalise, en 1926, Arirang, nom d'un chant national coréen de résistance à l'occupation, qui, comme ses autres films, a disparu.

## Biographie

### Jeunesse
Na Un-gyu naît le 27 octobre 1902 à Hoeryŏng, dans le province de Hamgyong du Nord, sous l'Empire coréen — aujourd'hui Corée du Nord). Il est le troisième fils de Na Hyong-gwon, officier ayant servi à la fin de la dynastie Chôson et étant retourné enseigner dans sa ville natale de Hoeryŏng.
En tant qu'étudiant, il s'investit dans le théâtre, également dans la résistance anti-japonaise, et participe au soulèvement du 1er mars 1919. Pour éviter d'être emprisonné, il passe deux ans à traverser et retraverser le fleuve Tumen qui sépare la Corée et la Mandchourie. Plus tard, il voyage en Sibérie (URSS), où il rejoint des résistants coréens.
En 1921, il retourne à Séoul et y s'inscrit en sciences sociales à l'université Yonhui — actuellement l'université Yonsei. Ainsi y commence sa fascination pour le cinéma. Il aurait rempli de nombreux carnets de notes prises lorsqu'il regardait des films, et se serait déplacé partout avec un miroir pour travailler ses jeux d'expression.
Néanmoins, à l'instar du personnage principal dans son premier film — qui est aussi le plus connu — Arirang, il est capturé par les Japonais, emprisonné et torturé pour sa participation au mouvement du 1er mars 1919. Durant son emprisonnement à Ch'ŏngjin, entre 1921 et 1923, il reçoit son nom de plume, Chunsa, d'un autre combattant de la résistance anti-japonaise, Lee Chun-song. En 1923, après sa libération, il rejoint la troupe de théâtre de Yerimhoe dans sa ville natale de Hoeryŏng.
Après avoir quitté cette troupe de théâtre, il vend tous ses livres pour acheter un billet de train à destination de Pusan, où il devient acteur pour la Compagnie de Cinéma Chôson : il commence à jouer comme figurant, puis dans des rôles de méchants, dans des films produits par cette entreprise. En 1925, il fait ses débuts dans le film UnYeongJeon.

### Carrière
Bien que Na Un-gyu soit décrit sous les traits peu enviables d'un paysan, la colère qu'il est capable de projeter à l'écran convenait à la situation et à l'état d'esprit des Coréens à cette époque. Il retient, pour la première fois, l'attention du public lorsqu'il a joué le rôle-titre dans le film produit, en 1925, par le fils de Lee Kyong-son : Simchong-jon (L'Histoire de Shim Chong)

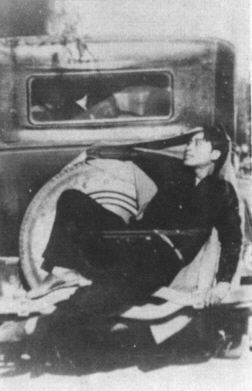
Na Un-gyu dans son film Punguna, en 1926.

Son premier film comme auteur, acteur et réalisateur, Arirang (1926) retient le sentiment national des Coréens. Les films produits en Corée subissaient la censure et des restrictions des autorités japonaises. Les scénarios doivent être soumis à l'approbation du gouvernement d'occupation japonais, avant de pouvoir être produits et distribués. Toute critique anti-gouvernementale étant censurée, les principaux films tendaient à être des productions sentimentales et mélodramatiques connues sous le nom de shinpa. L'innovation de Na Woon-gyu dans Arirang consiste à exprimer de manière métaphorique l'opposition à l'occupation japonaise, en conjuguant le style du shinpa et un esprit nationaliste. Dès lors, il fait du cinéma coréen plus seulement un divertissement, mais aussi l'expression de la résistance nationale à l'occupation japonaise.
En septembre 1927, grâce aux financements de Park Sung-pil, le propriétaire du théâtre Dansongsa, il crée les studios de production Na Un-gyu et ouvert une entreprise de production cinématographique près de Dongdaemun. À la différence des studios gérés par les Japonais, le but de l'entreprise était de produire des films par les Coréens, pour les Coréens.
En 1929, il réalise Salangeul chajaseo, film lyrique employant plus de mille figurants. Comme pour Arirang, il se peut que le scénario s'inspire d'une période de sa propre vie. Le film traite des Coréens qui traversent le fleuve Tumen, comme il l'avait fait lui-même, étant plus jeune, pour fuir l'oppression japonaise. D'abord interdit, le film est finalement autorisé, mais fortement modifié. Dans la même année, le Beongeoil Samryong est un échec et le conduit à la fermeture ses studios.

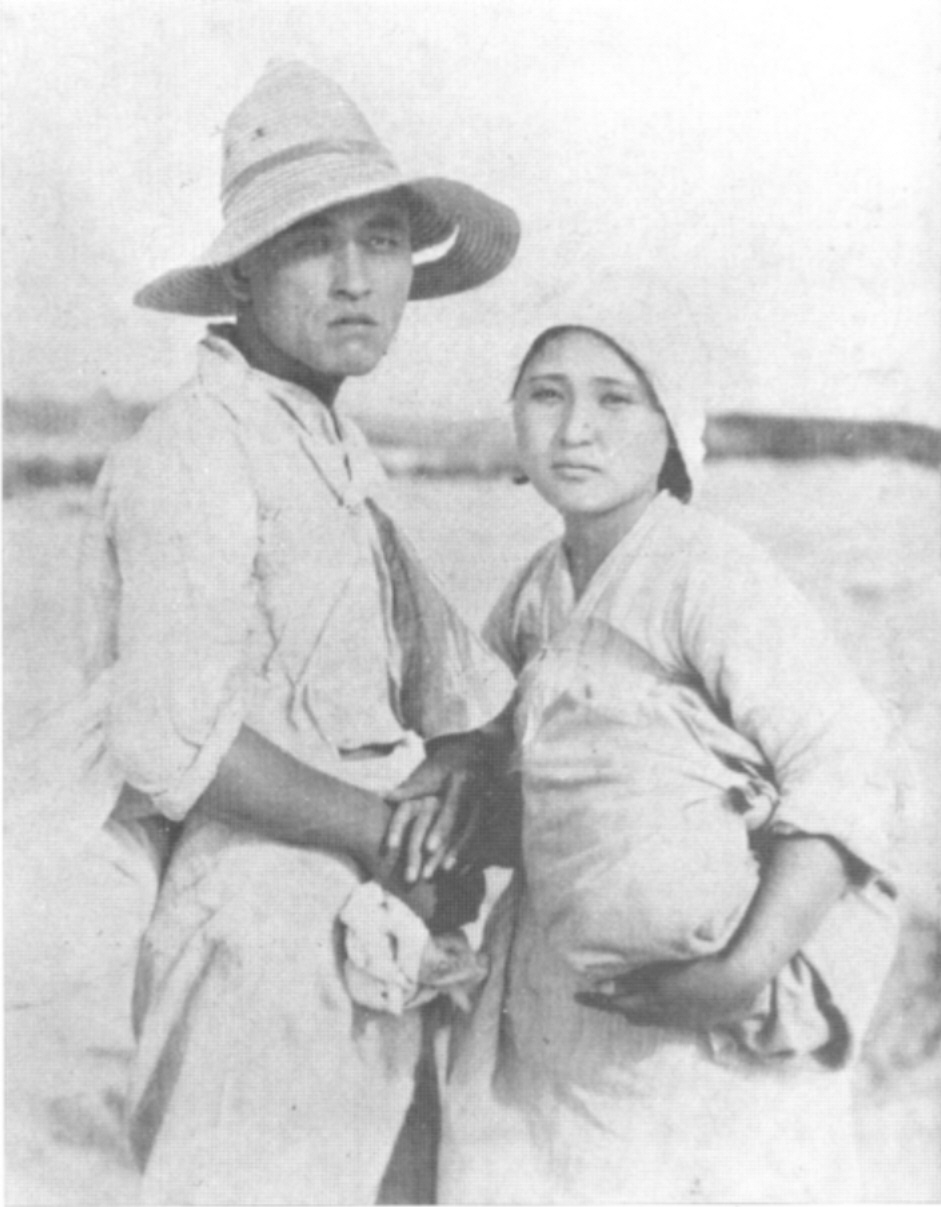
Na Woon-gyu et Moon Ye-bong, en plein tournage d'Imjaeobtneun naleutbae (1932)

Arirang marque le début d'une phase nationaliste dans le cinéma coréen, de 1926 jusqu'en 1930, lorsque les autorités ont pris des mesures plus sévères. Après Arirang, la presse coréenne a critique les films du style shinpa, aux fonctions de pur divertissement et qui n'avaient pas besoin de faire appel à un sentiment national plus profond. En fait, certains de ses films tardifs ont été critiqués en ce sens. Le réalisateur et critique de films Yu hyun-mok a relevé que l'apparition de Na avec une jeune Japonaise dans son film romantique Geumganhan a été perçu comme une trahison par les Coréens, et a eu un effet très négatif sur sa carrière.

### Mort
En raison de ses séjours en prison et des tortures qu'il y a subies, Na Un-gyu souffre d'une mauvaise santé durant toute sa vie. Il est mort de tuberculose le 9 août 1937, à l'âge de 34 ans, à Keijō, dans la Corée japonaise — aujourd'hui Séoul, Corée du Sud. Quelque brève qu'ait été sa carrière, il est considéré comme le réalisateur le plus prolifique de la période connue comme « L'Âge d'or du film muet » en Corée. En l'espace de dix ans, il a tourné dans vingt-six films et en a dirigé quinze.

## La tradition cinématographique héritée de Na Un-gyu

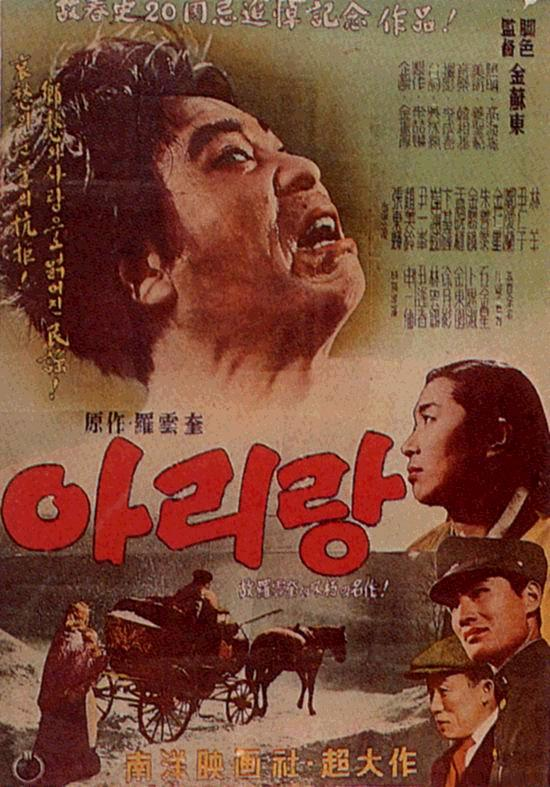
L'affiche d'Arirang, présentée en 1957.

Les accusations d'avoir travaillé avec les Japonais ne semblent pas avoir entaché la réputation de Na Un-gyu comme l'un des pères du cinéma coréen, tant au cours de sa vie que dans les décennies qui ont suivi. Un groupe qui jouait Arirang (1926) a conduit son convoi funéraire, auquel ont participé des foules en pleurs malgré la pluie. En novembre 1938, le journal Chosun Ilbo a placé Arirang en première place des meilleurs films muets coréens. Ses deux autres films figurent dans les dix premiers : Sarangul Chajaso (À la recherche de l'amour) et Punguna (L'Homme à l'ambition démesurée) (1926). Son dernier film, Omongnyo (1937), était second sur la liste des meilleurs films parlants produits en Corée.
En 1966, sa vie est le thème d'un film produit, Na Un-gyu ilsaeng, dirigé par Choi Myu-ryong, le père de l'actuelle vedette Choi Min-soo. La société coréenne des producteurs de films a rendu hommage à Na Un-gyu en baptisant de son nom le festival de cinéma de Chunsa (춘사영화제), organisé depuis 1990.
Un espace situé près de « Arirang Hill » a récemment été aménagé en une « Rue des images en mouvement », qui abrite le Centre de cinéma Arirang, La Bibliothèque d'information Arirang, un petit parc à thème et un monument commémorant le centenaire de la naissance de Na Un-gyu. Il s'y tient un festival annuel de cinéma.
Na Un-gyu est une influence du réalisateur et producteur Shin Sang-ok (1925-2006), de son vivant.

## Filmographie partielle

### Acteur
- 1925 : Unyeongjeon (운영전) de[Qui ?]
- 1925 : Simchong-jon (심청전) de[Qui ?]
- 1926 : Janghanmong (장한몽) de[Qui ?]
- 1926 : Nongjungjo (농중조) de Lee Kyu-seol
- 1926 : Arirang (아리랑) de lui-même
- 1926 : Punguna (풍운아) de lui-même
- 1927 : Deuljwi (들쥐) de lui-même
- 1927 : Heuggwabaeg (흑과백) de Kim Taek-yoon
- 1927 : Geumbungeo (금붕어) de lui-même
- 1927 : Jalitgeola (잘 있거라) de lui-même
- 1928 : Ok-nyeo (옥녀) de lui-même
- 1928 : Beongeoli Sam-ryong (벙어리 삼룡) de lui-même
- 1929 : Salangeul chajaseo (사랑을 찾아서) de lui-même
- 1930 : Arirang geuhu iyagi (아리랑 그 후 이야기) de[Qui ?]
- 1930 : Cheolindo (철인도) de lui-même
- 1931 : Geumganghan (금강한) de lui-même
- 1931 : Nampyeuneun Kyeongbidaero (남편은 경비대로) de[Qui ?]
- 1932 : Gaehwadang imun (개화당 이문) de lui-même
- 1932 : Imjaeobtneun naleutbae (임자없는 나룻배) de Lee Kyu-hwan
- 1933 : Jongno (종로) de Yang Chul
- 1935 : Geulimja (그림자) de lui-même
- 1936 : Arirang 3 (아리랑 제3편) de lui-même
- 1936 : Chilbeontong sosageon (칠번통 소사건) de lui-même

### Réalisateur
- 1926 : Arirang (아리랑)
- 1926 : Punguna (풍운아)
- 1927 : Deuljwi (들쥐)
- 1927 : Geumbungeo (금붕어)
- 1927 : Jalitgeola (잘 있거라)
- 1928 : Ok-nyeo (옥녀)
- 1928 : Beongeoli Sam-ryong (벙어리 삼룡)
- 1929 : Salangeul chajaseo (사랑을 찾아서)
- 1930 : Cheolindo (철인도)
- 1931 : Geumganghan (금강한)
- 1932 : Gaehwadang imun (개화당 이문)
- 1935 : Muhwagwa (무화과)
- 1935 : Kanggeonneo maeul (강 건너 마을)
- 1935 : Geulimja (그림자)
- 1936 : Arirang 3 (아리랑 제3편)
- 1936 : Chilbeontong sosageon (칠번통 소사건)
- 1936 : Oh Mong-nyeo (오몽녀

### Scénariste
- 1926 : Arirang (아리랑) de lui-même
- 1926 : Punguna (풍운아) de lui-même
- 1927 : Deuljwi (들쥐) de lui-même
- 1927 : Jalitgeola (잘 있거라) de lui-même
- 1928 : Ok-nyeo (옥녀) de lui-même
- 1928 : Beongeoli Sam-ryong (벙어리 삼룡) de lui-même
- 1929 : Salangeul chajaseo (사랑을 찾아서) de lui-même
- 1930 : Arirang geuhu iyagi (아리랑 그 후 이야기) de[Qui ?]
- 1930 : Cheolindo (철인도) de lui-même
- 1932 : Gaehwadang imun (개화당 이문) de lui-même
- 1933 : Jongno (종로) de Yang Chul
- 1935 : Kanggeonneo maeul (강 건너 마을) de lui-même
- 1935 : Geulimja (그림자) de lui-même
- 1936 : Arirang 3 (아리랑 제3편) de lui-même
- 1936 : Chilbeontong sosageon (칠번통 소사건) de lui-même